# Рай, Химаншу
Химаншу Рай (1892, Каттак, Британская Индия — 19 мая 1940 или 18 мая 1940, Бомбей, Британская Индия) — индийский актёр и кинорежиссёр
, считающийся одним из пионеров индийского кино. Наиболее известен как основатель студии Bombay Talkies. Он был связан с рядом фильмов, в том числе «Богиня», «Свет Азии», «Шираз» и «Карма».

## Биография
Родился в богатой бенгальской семье. Получил юридическое образование в Калькуттском университете и учился у Рабиндраната Тагора. Учился на юриста в Лондоне в начале 20-х годов, где также играл в театре и работал консультантом для фильмов с восточной тематикой.
Рай играл одну из ролей в лондонской постановке пьесы Ниранджана Пала «Богиня». Со сценарием Пала, адаптированным из поэмы Эдвина Арнольда «Свет Азии», Рай начал сотрудничать с крупным немецким продюсером Петером Остермайером, брат которого (Франц Остен) снял фильм Prem Sanyas. Рай сыграл главную роль — Будду. Чтобы преодолеть проблемы с распространением в Великобритании, он показал фильм для королевской семьи в Виндзорском замке. Фильм имел довольно большой успех в Центральной Европе и положил начало серии международных кинопроектов Рая на восточные темы. Его следующий фильм, «Шираз», был предварительно продан UFA и British Instructional Films. Prapancha Pash был совместно профинансирован UFA и Гарри Брюсом Вулфом и представил в главной роли Девику Рани, вышедшую замуж за Рая в 1929 году. Поскольку фильмы были предварительно проданы, Рай не заработал денег на их успехе. Его следующая постановка, «Карма» (1933) была на английском языке, режиссёром был Дж. Л. Фрир Хант, а продюсером — Рай. Несмотря на признание критиков, фильм провалился.
Введение звука и захват власти нацистами в Германии убедили Рая отказаться от совместного производства и сосредоточиться на внутреннем рынке. Вместе с Девикой Рани он основал Bombay Talkies (1934), опираясь на своих европейских коллег и поддержку богатых финансистов. Его главным художественным достижением стала история и постановка Achhut Kanya (1936), в которой Девика Рани сыграла роль неприкасаемой. С началом Второй мировой войны немецкие технические специалисты и режиссёр были интернированы британцами, что парализовало студию.
Рай скончался в 1940 году. После его смерти Девика Рани взяла на себя управление студией.